# Thomas Koblenzer

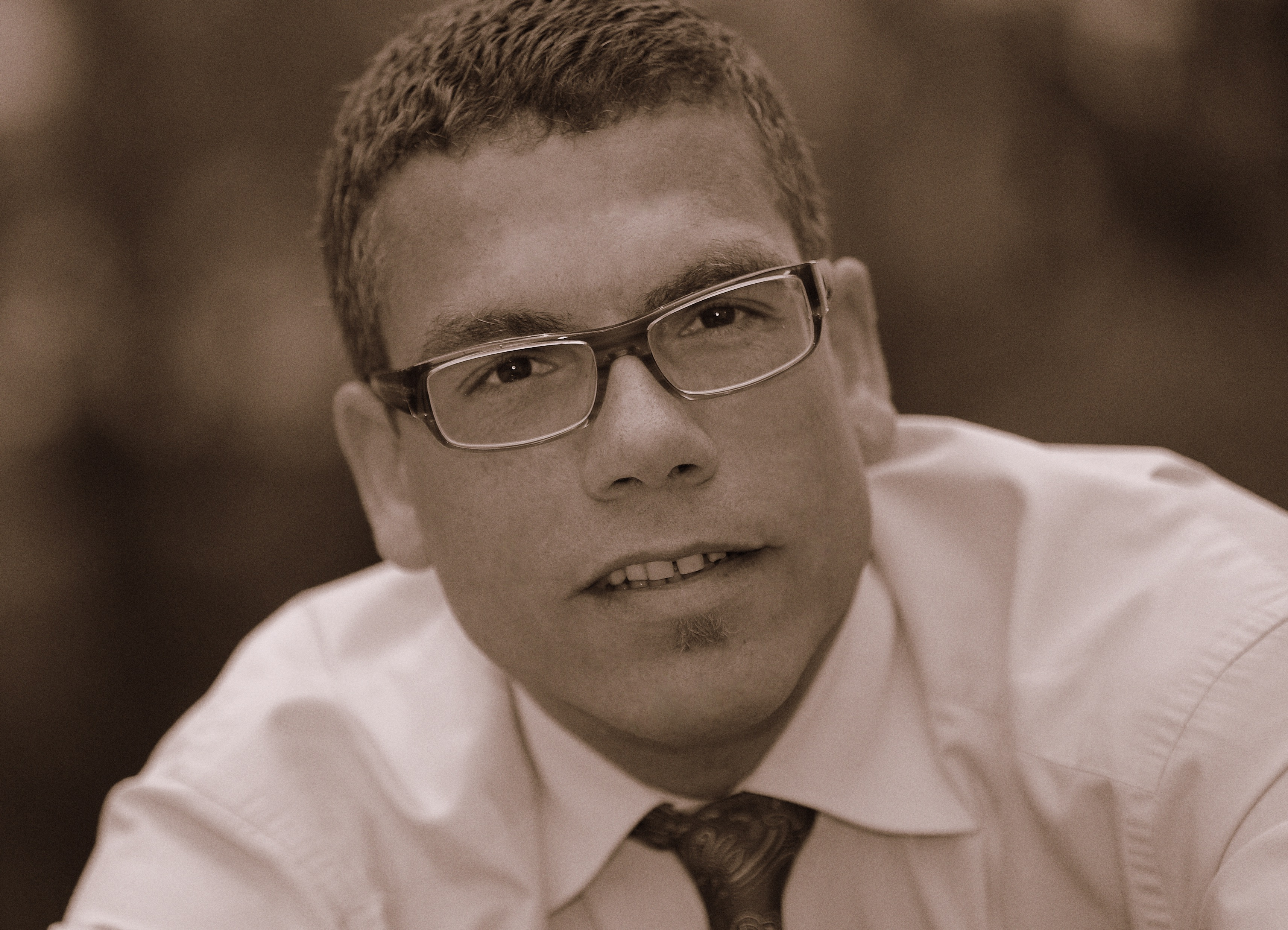
Thomas Koblenzer

Thomas Koblenzer (* 5. Februar 1968 in Siegen) ist ein deutscher Rechtsanwalt und Fachanwalt für Steuerrecht.

## Leben
Koblenzer studierte Rechts- und Wirtschaftswissenschaften an den Universitäten in Osnabrück und Münster; zudem absolvierte er ein sprachwissenschaftliches Zusatzstudium an der Universität Siegen. Von 1994 bis 1996 war er Rechtsreferendar beim Oberlandesgericht Oldenburg. Nach zweijähriger Tätigkeit als Rechtsanwalt in einer überregional und ausschließlich wirtschaftsrechtlich ausgerichteten Sozietät in Osnabrück wechselte er 1998 als Mitarbeiter und später als Partner zu der Steuersozietät Flick Gocke Schaumburg in Bonn. 1999 wurde Thomas Koblenzer mit der Arbeit Die Diskriminierung beschränkt Steuerpflichtiger an der Universität Osnabrück promoviert.
Im Jahr 2002 schied er dort aus und wurde Generalbevollmächtigter der Arthur Andersen Steuerberatungsgesellschaft Wirtschaftsprüfungsgesellschaft. Nach Übernahme bzw. Auflösung des Unternehmens im Zuge des Enron-Skandals gründete er im Dezember 2002 gemeinsam mit Matthias Söffing die Sozietät Söffing & Partner. Seit dem Jahr 2007 ist Koblenzer Gründungsgesellschafter der gleichnamigen Kanzlei für Steuerrecht. Daneben ist er Gesellschafter-Geschäftsführer der KGM Private Wealth Solutions sowie Beirat der AURICON-Group, Düsseldorf.
Im Jahr 2014 wurde vom Amtsgericht Düsseldorf unter Aktenzeichen 503 IN 264/13 das Insolvenzverfahren über das Vermögen der KGM Ökologische Imkerei GmbH, vertreten durch den Geschäftsführer Thomas Koblenzer, aufgrund Zahlungsunfähigkeit und Überschuldung eröffnet. In der Folge wurde im Mai 2021 vom Amtsgericht Düsseldorf unter 503 IN 45/21 über das Vermögen des Thomas Koblenzer das Insolvenzverfahren wegen Zahlungsunfähigkeit eröffnet. Ferner wurde mit Beschluss des Amtsgericht Düsseldorf vom 5. Mai 2023 (501 IN 157/22) ein vorläufiger Insolvenzverwalter bestellt für die GKM Rechtsanwaltsgesellschaft mbH, Neuss, die seit Mai 2020 ebenfalls von Thomas Koblenzer als alleinigem Geschäftsführer vertreten wurde.

## Tätigkeit
Koblenzer ist als Rechtsanwalt beim Oberlandesgericht Düsseldorf zugelassen und überdies befugt, aufgrund seiner Eintragung im Zürcher Anwaltsregister (Art. 28 BGFA) anwaltlich in der Schweiz zu beraten. Er ist Mitglied im Berliner Institut Finanzen und Steuern (ifst) und sitzt im Verwaltungsrat der Zürcher Gesellschaft NR SWISS AG. Gleichzeitig ist er Ausbildungsanwalt für Rechtsreferendare. Seine Tätigkeitsschwerpunkte liegen in der steuer- und gesellschaftsrechtlichen Beratung von vermögenden Personen, Family-Offices und mittelständischen Unternehmern. Überdies ist er spezialisiert auf dem Gebiet des steuerlichen Revisionsrechts und vertritt steuerliche Mandate vor dem Bundesfinanzhof und dem Bundesverfassungsgericht.
Darüber hinaus ist er auf den genannten Gebieten als Referent und Vortragender im Rahmen von Fachtagungen, Seminaren und Vortragsveranstaltungen tätig. Er ist zugleich Honorarprofessor an der Universität Siegen sowie Gastdozent an verschiedenen universitären Einrichtungen und Verfasser zahlreicher Fachbeiträge, Aufsatzveröffentlichungen und Monographien.

## Cum-Ex-Skandal
Koblenzer steht im Zusammenhang mit dem Cum-Ex-Skandal seit 2016 immer wieder vor Gericht. Er wurde im März 2018 vom Oberlandesgericht Düsseldorf dazu verurteilt, rund 15 Millionen Euro Schadensersatz an die KT Wealth Creation GmbH zu zahlen (Az. 9 U 179/16). Gegen das Urteil hat er Ende August 2019 Beschwerde beim Bundesverfassungsgericht eingereicht, die aber „ohne Begründung“ verworfen wurde. Koblenzer wandte sich daraufhin an den Europäischen Gerichtshof für Menschenrechte.